# 腓特烈斯科格
腓特烈斯科格是德国石勒苏益格－荷尔斯泰因州的一个市镇。总面积53.35平方公里，总人口2448人，其中男性1222人，女性1226人（2011年12月31日），人口密度46人/平方公里。